# Vilar de Canes
Vilar de Canes – gmina w Hiszpanii, w prowincji Castellón, we wspólnocie autonomicznej Walencja, o powierzchni 15,91 km². W 2011 roku liczyła 187 mieszkańców.